# Östra Stutvattensjön
Östra Stutvattensjön är en sjö i Dorotea kommun i Lappland och ingår i Ångermanälvens huvudavrinningsområde. Sjön har en area på 0,668 kvadratkilometer och ligger 549 meter över havet. Östra Stutvattensjön ligger i Blaikfjället Natura 2000-område. Sjön avvattnas av vattendraget Stutvattenbäcken.

## Delavrinningsområde
Östra Stutvattensjön ingår i det delavrinningsområde (716715-150898) som SMHI kallar för Utloppet av Östra Stutvattensjön. Medelhöjden är 557 meter över havet och ytan är 4,21 kvadratkilometer. Det finns inga avrinningsområden uppströms utan avrinningsområdet är högsta punkten. Stutvattenbäcken som avvattnar avrinningsområdet har biflödesordning 4, vilket innebär att vattnet flödar genom totalt 4 vattendrag innan det når havet efter 259 kilometer. Avrinningsområdet består mestadels av skog (19 procent) och sankmarker (64 procent). Avrinningsområdet har 0,66 kvadratkilometer vattenytor vilket ger det en sjöprocent på 15,7 procent.